# Jozef Heriban

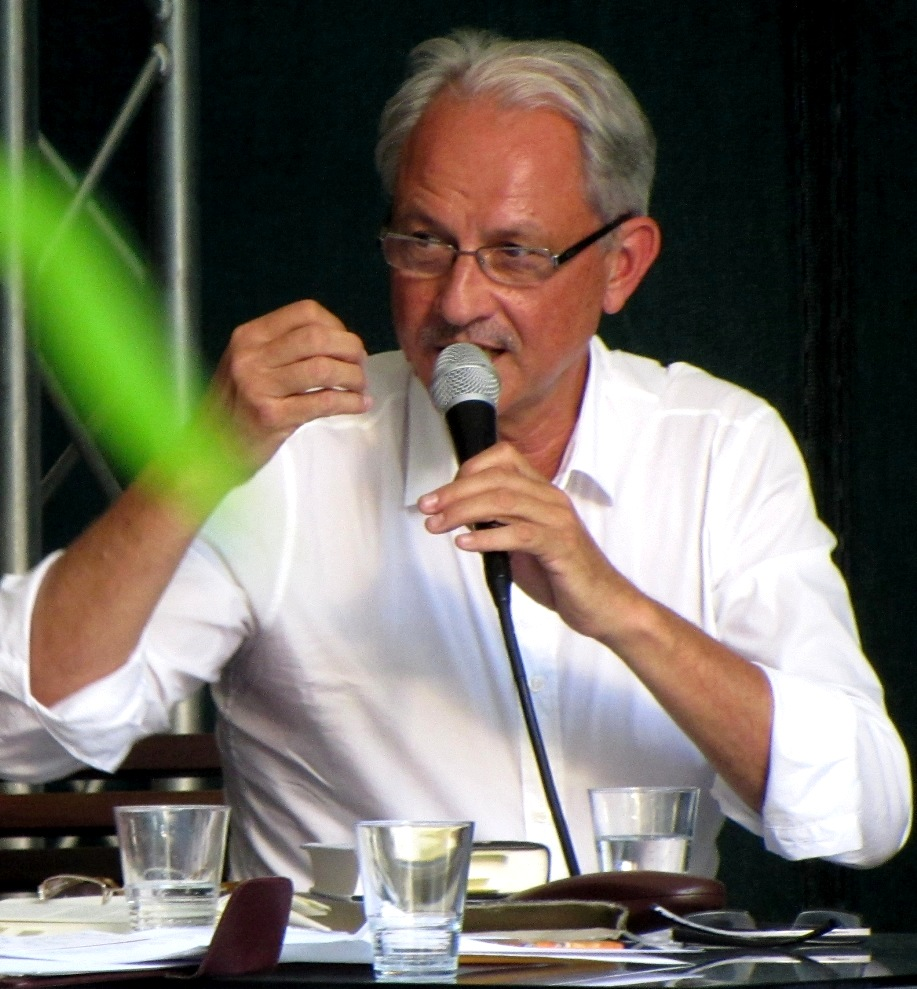
Jozef Heriban – čítačka Červený rak

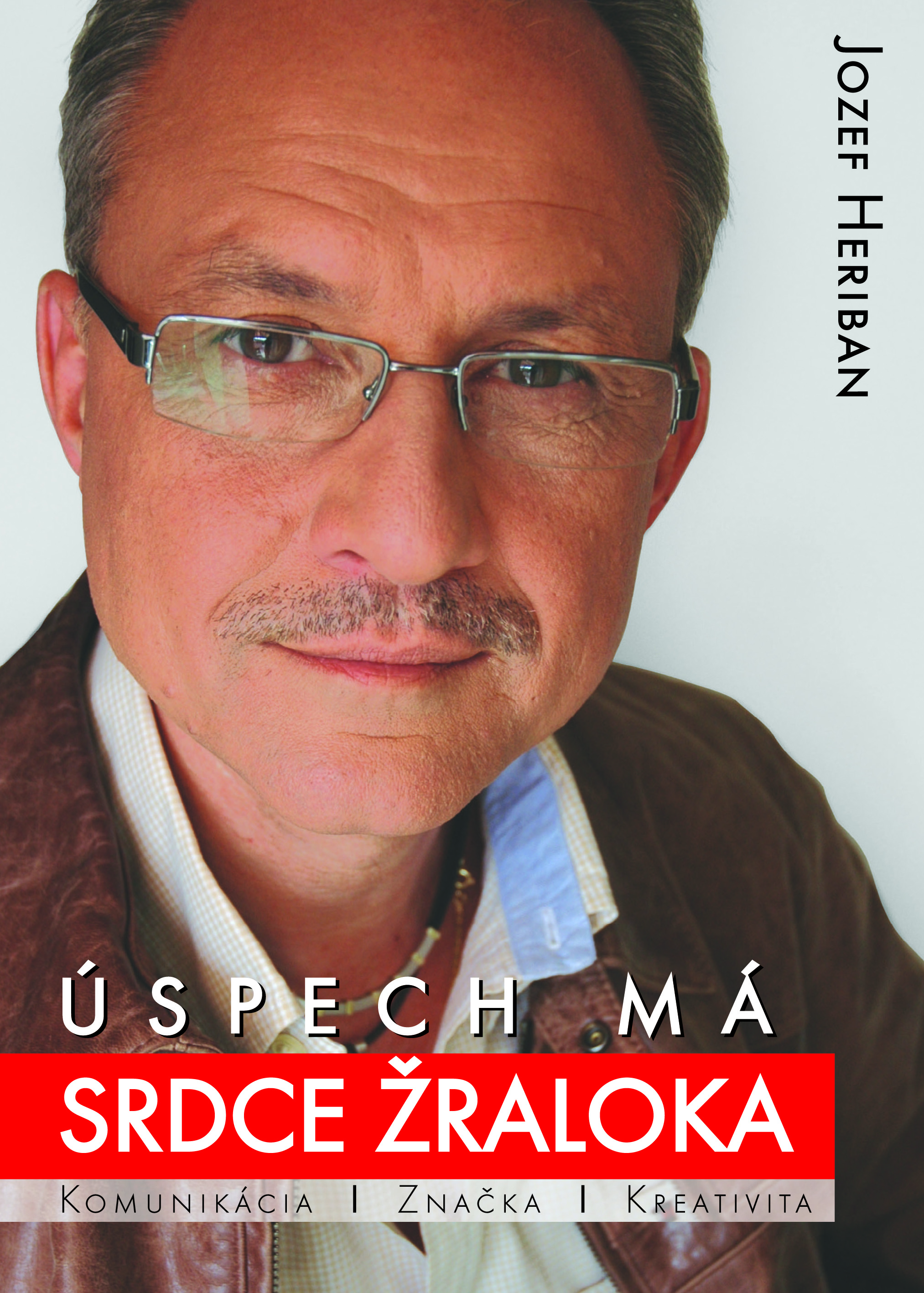
Jozef Heriban: Úspech má srdce žraloka

Jozef Heriban (* 9. července 1953, Trnava, Československo) je slovenský spisovatel, scenárista a filmový režisér, bývalý poslanec Národní rady Slovenské republiky, pozorovatel a poslanec Evropského parlamentu. Věnuje se profesionálně literatuře a filmu. Je bývalý prezident Slovenského centra PEN, bývalý místopředseda Rady Audiovizuálneho fondu a člen Slovenské filmové a televízní akadémie... 39 let byl ženatý se známou televízní moderátorkou a bývalou ředitelkou Slovenského institutu ve Vídni Alenou Heribanovou, s kterou má dvě dcery. Spisovatelku a novinářku Tamaru Šimončíkovú Heribanovú a moderátorku a PR managerku Barbaru Jagušák. V letech 2018 až 2024 byl ve vztahu se slovenskou herečkou Vandou Turekovou.

## Profesionální kariéra
Vystudoval na Filozofické fakultě Univerzity Komenského v Bratislavě kombinaci estetická výchova – slovenština. Poté jedenáct let působil v Slovenské filmové tvorbě v Bratislavě jako dramaturg, scenárista, režisér a vedoucí skupiny hraných filmů. Je autorem rozhlasových her, knih, filmových a televizních scénářů. Mnohé z nich byly oceněny na rozhlasových a filmových mezinárodních festivalech. Později pracoval v oblasti marketingu (nejprve jako ředitel public relations a člen představenstva Eurotel Bratislava, a. s., poté jako ředitel reklamy a vedoucí public relations v TV Markíza).

## Politická kariéra
V roce 2002 byl zvolen poslancem Národní rady SR za slovenskou politickou stranu Aliancia nového občana. V Národní radě SR působil jako člen Výboru pro evropské záležitosti a Výboru pro lidská práva, národnosti a postavení žen.. V letech 2003 a 2004 byl pozorovatelem a několik měsíců poslancem Evropského parlamentu.

## Literární tvorba
Knižně debutoval novelou "Niekto na mňa stále píska" (1996), která získala v roce 1993 v anonymní soutěži Literárního fondu 1. místo. Autorův osobitý smysl pro humor a schopnost vytvářet metaforickou linii vyprávění ozvláštňuje příběh mladého studenta hudby z počátku sedmdesátých let. V následující knize "Úspech má srdce žraloka" (2007), která zvítězila v čtenářské anketě časopisu Knižní revue "Kniha roku 2007", Jozef Heriban reaguje na nejnovější trendy ze světa marketingu a public relations. Jeho román "Intimita vlkov" (2008) se stal hned po vydání bestsellerem. Přes dynamické vyprávění nabité strhující emotivitou v něm přináší nejen autentickou zprávu o životě mužů, ale odkrývá i jejich znepokojivý pocit osamocení. Volným pokračováním je román "Posadnutosť" (2009).
Téma lidské intimity je klíčová i v románu "Ružový trojuholník" (2010) a v povídkovém románu "Schovaný, neschovaný, idem" (2011), v nichž autor opět potvrdil osobitý smysl pro humor, dráždivou sexualitu a dynamickou naraci. Literární teoretik Alexander Halvoník píše ve studii ke knize "Prelet sťahovavých vtákov" (2013), která získala Cenu Slovenského centra PEN 2014: "Myslím si, že něco jako autorský program skutečně existuje. Autor ho nosí v sobě a nemusí ho věšet každému na nos, ale přesto, že se pro svou složitost těžko realizuje, trvá na něm i tehdy, když, řekněme, nepíše žádnou knihu." V roku 2014 vydal prózu Fagotista, ktorého nemiloval Boh. a jeho poslední prozaické dílo je román Garážové Libertango (2023).

## Dramatická tvorba
Jozef Heriban napsal rozhlasové hry "Da capo al Fine" (1979), "Diagnóza 300" (1980), "HAN 82" (1982), "Hlasy pre Máriu" (1982), T"ak sa usmej" (1988), "Život na 55 minút" (1988), "Šach" (1990), které získaly v mnoha soutěžích a na rozhlasových festivalech významná ocenění. Byly uvedeny v Česku, Švýcarsku, Německu, Itálii, Polsku a Rakousku.

## Audiovizuální tvorba

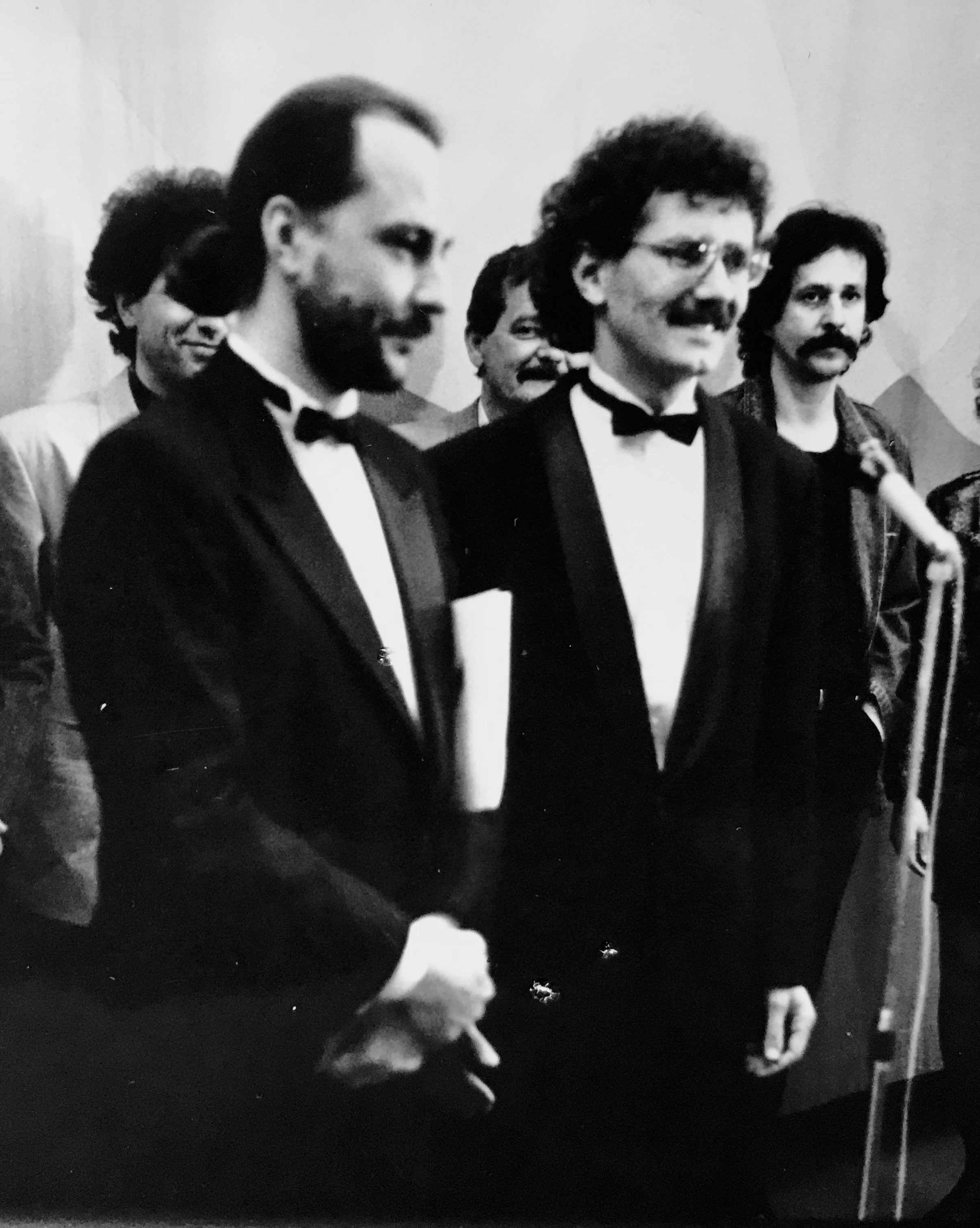
Jozef Heriban, Jozef Slovák_Dávajte si pozor!_filmová premiéra 1990

Spolu s Josefem Slovákem napsal scénář k filmu "Utekajme, už ide!" (1996) , který byl uveden na Mezinárodních filmových festivalech v Londýně, Stockholmu, Corcy, Vevey (1988), Los Angeles, San Francisku, Seattle, Washingtonu, Vídni, Hongkongu (1989) a jinde. Stejně s Josefem Slovákem napsal podle stejnojmenné knihy Ladislava Balleka scénář k filmu "Južná pošta" (1997).
Je spoluscenáristou a spolurežisérem Slovensko-amerického koprodukčního filmu "Dávajte si pozor!" (1991), který byl oceněn Zvláštní cenou poroty za nejlepší první film na 15. MFF Cairo, Zlatou cenou na 25. MFF Houston (1992) a Stříbrnou cenou na 15. MFF Philadelphia (1993).
Spolu s Josefem Slovákem a Pavlem Jursom napsal, režíroval a produkoval komediální televizní seriál "Bud Bindi",který získal Zlatou cenu na 28. MFF v Houstonu (1995), Stříbrnou cenu na 39. MFF San Francisco (1996) a Čestné uznání na 19. MFF Philadelphia (1996). Byl prodaný do 30 krajin světa.

## Galerie

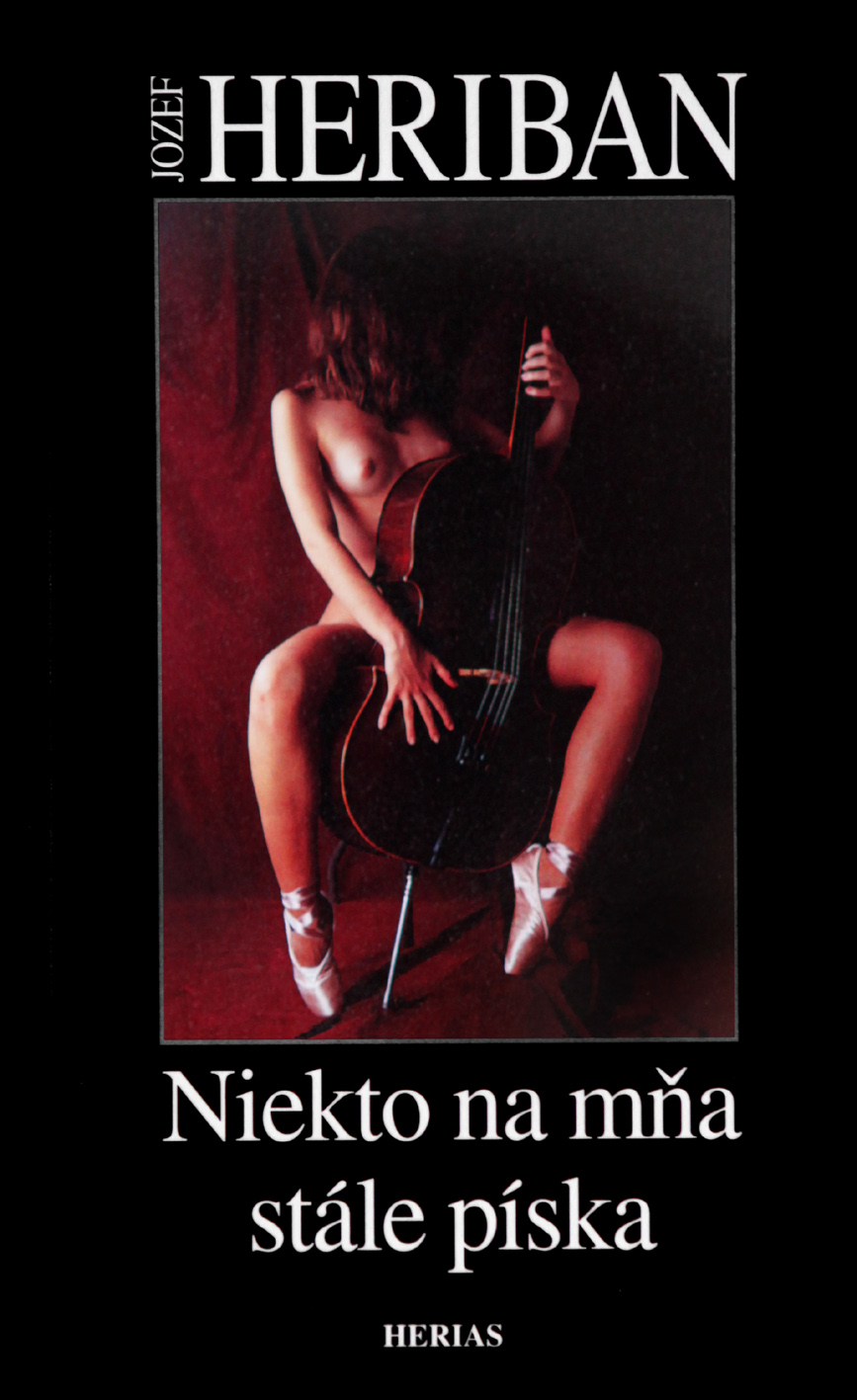
Jozef Heriban: Niekto na mňa stále píska
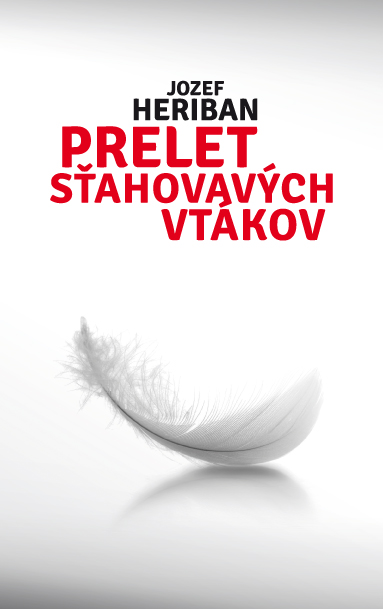
Jozef Heriban: Prelet sťahovavých vtákov
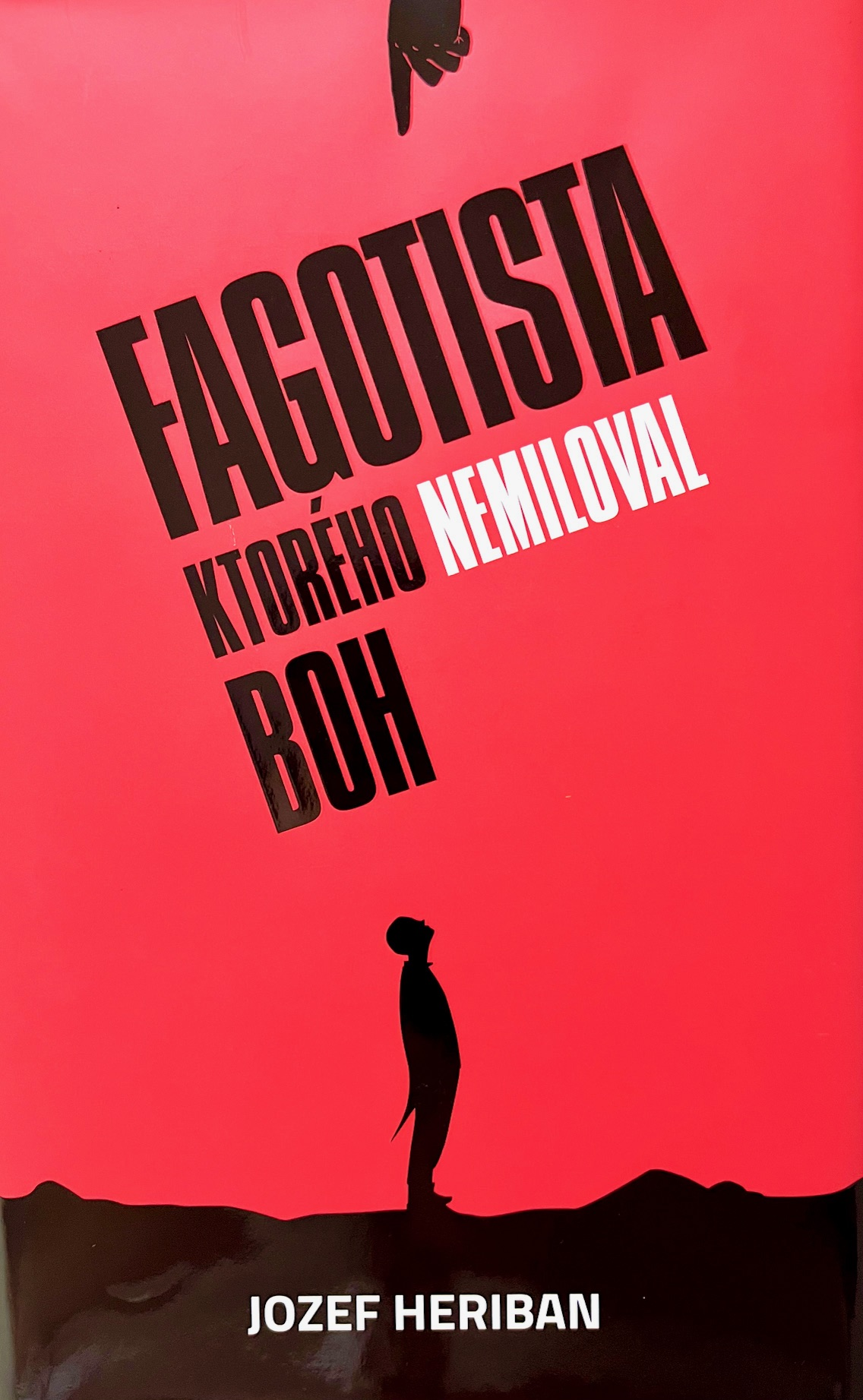
Jozef Heriban: Fagotista, ktorého nemiloval Boh
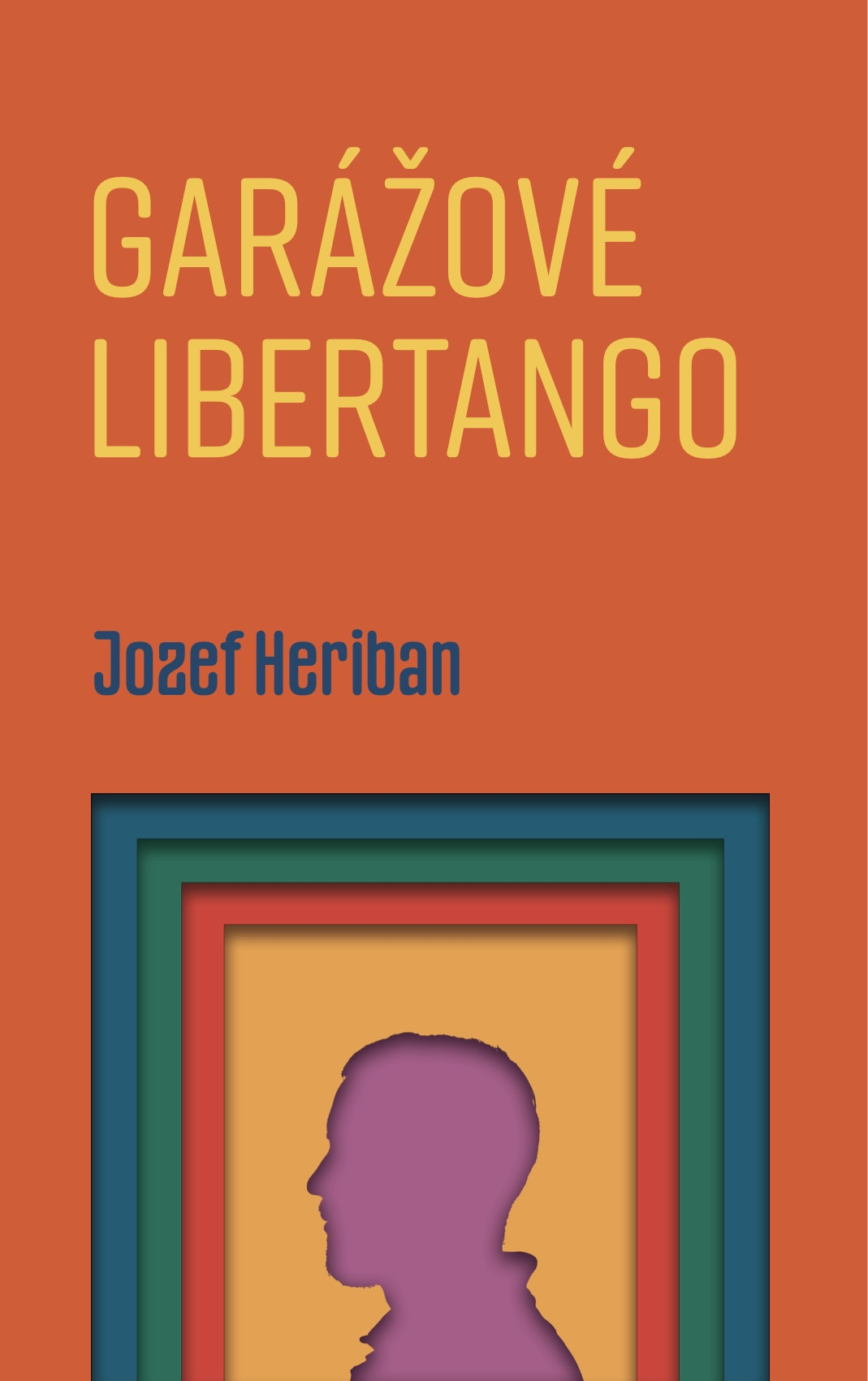
Jozef Heriban: Garážové Libertango

## Filmografie
- 1986 Utekajme, už ide!, scénář, Hlavní cena „Zlatý prim“ na 9.Filmovém festivalu v Novém Městě nad Metují
- 1987 Južná pošta, scénář, Cena Československého filmu 26. festival českých a slovenských filmů v Brně
- 1990 Dávajte si pozor!, scénář a režie, Cena za nejlepší první film na 15. MFF v Káhiře, „Zlatá cena“ na 25. MFF v Houstnu, „Stříbrná cena“ na 16. MFF ve Filadelfii
- 1993-1996 seriál televizních grotesek Bud Bindi, scénář a režie, „Zlatá cena“ na 28. MFF v Houstnu, „Stříbrná věž“ na 39. MFF v San Francisku

## Rozhlasové hry
- 1979 Da capo al fine – Cena v autorské soutěži HRDM (1979), Cena ZSDU na VII. FPRH v Piešťanoch (1981)
- 1980 Diagnóza 300 – Cena v autorské soutěži HRLD (1980)
- 1982 HAN 82 – Cena za režii na VIII. FPRH v Piešťanech (1983)
- 1982 Hlasy pre Máriu – I.místo v kategorii dramatických programů VRŽ (1983)
- 1988 Život na 55 minút – Cena v autorské soutěži HRLD (1988)
- 1989 Tak sa usmej – Cena v autorské soutěži HRDM (1989), I.místo v posluchačské anketě (1991)
- 1990 Šach – Cena za nejlepší stereo hru na XII. FPRH v Piešťanech (1991)

## Próza
- 1996 Niekto na mňa stále píska – 1. místo v anonymní soutěži Literárneho fondu (1993)
- 2008 Intimita vlkov
- 2009 Posadnutosť
- 2010 Ružový trojuholník
- 2011 Schovaný, neschovaný, idem
- 2013 Prelet sťahovavých vtákov - Cena Slovenského centra PEN 2014
- 2014 Fagotista, ktorého nemiloval Boh

## Odborná literatura
- 2007 Úspech má srdce žraloka – Kniha roka 2007 – čtenářská anketa dvoutýdeníku Knižná revue